# Список вооружения и военной техники Сухопутных войск Азербайджана
В статье представлены техника Сухопутных войск Азербайджанской Республики.

## Бронетехника
| Т-90С                          | Россия                 | Основной боевой танк           | 94              |  | В 2011 году между Министерством обороны Азербайджана и компанией «Рособоронэкспорт» был подписан договор по закупке танков Т-90С. Поставки были начаты весной 2013 года. Заказано 100 единицы, с опционом ещё на 94. |
| T-72А/АВ/Б                     | СССР                   | Основной боевой танк           | 404             |  | Есть разные модификации T72b ,T72m1 aslan. |
| Т-55                           | СССР                   | Средний танк                   | 95              |  | В рамках Госпрограммы по развитию оборонной промышленности Министерством оборонной промышленности совместно с израильской компанией планируется производство на базе изъятых из арсенала танков Т-54 и Т-55 гусеничной боевой техники, самодвижущихся мостов, броневой военно-грузовой и инженерной техники. Были замечены во время Второй Карабахской Войны |
| Боевые машины пехоты           |                        |                                |                 |  | |
| БМП-1                          | СССР                   | Боевая машина пехоты           | 120             |  | |
| БМП-2                          | СССР                   | Боевая машина пехоты           | 250             |  | |
| БМП-3                          | Россия                 | Боевая машина пехоты           | 112             |  | С Россией был заключён контракт на поставку 119 машин. Поставки были начаты весной 2013 года. |
| БМД-1                          | СССР                   | Боевая машина десанта          | 20              |  | |
| Бронетранспортёры              |                        |                                |                 |  | |
| БТР-82А                        | Россия                 | Бронетранспортёр               | 230             |  | Поставляется в Азербайджан c 2013 года. |
| БТР-80А                        | Россия                 | Бронетранспортёр               | 70              |  | 117 БТР-80А поставлено в Азербайджан в 2007—2008 годах. |
| БТР-70                         | СССР                   | Бронетранспортёр               | 132             |  | Украина в 2008 году экспортировала 32 ед. и в 2009 году 29 единиц БТР-70. В 2010 году Украиной было продано Азербайджану 71 БТР-70 |
| БТР-60                         | СССР                   | Бронетранспортёр               | 10              |  | |
| БТР-3У                         | Украина                | Бронетранспортёр               | 3               |  | |
| МТ-ЛБ                          | СССР                   | Бронетранспортёр               | 336             |  | |
| БРЭМ-1М БТС-5Б                 | Россия Украина         | инженерная техника             | н/д не менее 14 |  | |
| Боевые разведывательные машины |                        |                                |                 |  | |
| БРМ-1К                         | СССР                   | Боевая разведывательная машина | 7               |  | |
| Мародёр                        | Азербайджан/ ЮАР       | бронеавтомобиль                | 110             |  | Собираются по лицензии |
| Матадор                        | Азербайджан/ ЮАР       | бронеавтомобиль                | 110             |  | Собираются по лицензии |
| М-462 «Абир»                   | Израиль                | Боевая разведывательная машина | 110             |  | |
| Cobra II                       | Турция                 | бронеавтомобиль                | н/д             |  | |
| Cobra                          | Турция                 | Боевая разведывательная машина | 350             |  | |
| Land Rover Defender            | Великобритания/ Турция | Боевая разведывательная машина | 51              |  | производства «Otokar» |
| AIL Storm                      | Израиль                | Боевая разведывательная машина | 90              |  | |
| Plasan Sand Cat                | Израиль                | Бронеавтомобиль                | 106             |  | |

## Артиллерия и тактические ракеты
| Тип                               | Производство        | Назначение                | Количество | Изображение | Примечания |
| Артиллерия                        | Артиллерия          | Артиллерия                | Артиллерия | Артиллерия  | Артиллерия |
| --------------------------------- | ------------------- | ------------------------- | ---------- | ----------- | --- |
| L-45 DITA                         | Чехия               | 155-мм САУ                | 70         |             | Заказано 70 единиц САУ DITA на базе Tatra 8х8. |
| Nora B-52NG                       | Сербия              | 155-мм САУ                | 48         |             | В феврале 2024 года заказано 48 единиц Nora B-52NG стоимостью $339 миллион. |
| 2С9 «Нона-С»                      | СССР                | 120-мм САУ                | 18         |             | |
| 2С31 «Вена»                       | Россия              | 120-мм САУ                | 17         |             | С Россией был заключён контракт на поставку 18 машин. Поставки были начаты весной 2013 года. |
| 2С1 «Гвоздика»                    | СССР                | 122-мм САУ                | 68         |             | Украина в 2009 году экспортировала в Азербайджан 29 ед. 2С1 «Гвоздика» по данным Регистра ООН по обычным вооружениям. 18 ед. в 2008 году. В 2010 году Украиной было продано Азербайджану 7 самоходных артиллерийских установок «Гвоздика» 2С1 калибра 122 мм                                           |
| DANA                              | Чехия               | 152-мм САУ                | 36         |             | |
| 2С3 «Акация»                      | СССР                | 152-мм САУ                | 14         |             | Украина экспортировала в Азербайджан в 2006—2007 гг.16 ед. в 2009 году 6 ед. 2С3 «Акация» по данным Регистра ООН по обычным вооружениям. |
| 2С19 «Мста-С»                     | Россия              | 152-мм САУ                | 18         |             | С Россией был заключён контракт на поставку 35 машин. Поставки были начаты весной 2013 года. |
| 2С7 «Пион»                        | СССР                | 203-мм САУ                | 12         |             | 9 ед. поставлено Белоруссией в 2009 году по данным Регистра ООН по обычным вооружениям. 3 ед. в 2008 году. В 2009 году Азербайджан купил у России девять, В 2008 году три самоходных артиллерийских установок 2С7 «Пион».                                                                              |
| SOLTAM "Atmos"                    | Израиль             | 155-мм САУ                | 5          |             | |
| Д-30                              | СССР                | 122-мм гаубица            | 129        |             | В 2010 году Белоруссия продала Азербайджану — 30 пушек Д-30 калибра 23 |
| М-46                              | СССР                | 130-мм пушка              | 36         |             | |
| 2А36 «Гиацинт-Б»                  | СССР                | 152-мм пушка              | 18         |             | |
| Д-20                              | СССР                | 152 мм гаубица-пушка      | 24         |             | |
| Реактивные системы залпового огня |                     |                           |            |             | |
| БМ-30 «Смерч»                     | СССР                | 300-мм РСЗО               | 50         |             | 20 куплены у Украины, 30 куплены у России |
| Полонез                           | Беларусь            | 301-мм РСЗО               | 6-10       |             | 300 ракет А200 получены в 2018 году |
| T-300 Kasırga                     | Турция              | 300-мм РСЗО               | 36         |             | 36 единиц получено в 2017 году. Т-300 «Qasırqa» (это название они получили в ВС Турции) были приобретены на основе контракта в 2010 году за 244 миллиона долларов США у Турции. Оснащенные модернизированными системами Т-300 предназначены для уничтожения целей противника на расстоянии 100—180 км. |
| TRLG-230                          | Турция              | 230-мм РСЗО               | н/д        |             | |
| БМ-27 «Ураган»                    | СССР                | 220-мм РСЗО               | 18         |             | Куплены у Украины |
| ТОС-1А «Солнцепёк»                | Россия              | 220-мм РСЗО               | 24         |             | 6 единиц БМ-1 на шасси Т-90 поставлены из России в 2013 году, ещё 6 единиц должны были быть поставлены в 2014 году. Всего планировалось поставить 18 или 24 системы ТОС-1А. |
| RM-70                             | Чехия               | 122-мм РСЗО               | 30         |             | |
| БМ-21 «Град»                      | СССР                | 122-мм РСЗО               | 78         |             | |
| Lynx Extra                        | Израиль             | 300-мм РСЗО               | 30         |             | Азербайджан приобрёл у Израиля оружие и военную технику |
| LAR-160                           | Израиль             | 160-мм РСЗО               | 30         |             | LAR Mk 4. Азербайджан приобрёл у Израиля оружие и военную технику |
| Lynx GradLAR                      | Израиль             | 122-мм РСЗО               | 16         |             | Азербайджан приобрёл у Израиля оружие и военную технику |
| RAK-12                            | Югославия/ Хорватия | 128-мм РСЗО               | 10         |             | Азербайджан приобрёл у Боснии и Герцоговины 10 реактивных залповых систем RAK-12 и 20 тыс. ракет к ним. Информации об их поступлении на вооружение не появлялось. |
| T-122 SAKARYA                     | Турция              | 122-мм РСЗО               | 18-24      |             | По состоянию на 2020 год |
| T-107 «Boran»                     | Турция              | 107-мм РСЗО               | 18         |             | |
| Тактические ракетные комплексы    |                     |                           |            |             | |
| Точка-У                           | СССР                | ОТРК                      | 3          |             | |
| LORA                              | Израиль             | ОТРК                      | 2-4        |             | 50 ракет получены в 2018 году |
| Миномёты                          |                     |                           |            |             | |
| SOLTAM «Cardom»                   | Израиль             | 120-мм самоходный миномёт | 5          |             | |
| ПМ-38                             | СССР                | 120-мм миномёт            | 107        |             | В 2005—2007 годах с Украины в Азербайджан экспортировано 144 миномёта |
| 2Б14-1 «Поднос»                   | СССР                | 82-мм миномёт             |            |             | |
| 2Б11                              | СССР                | 120-мм миномёт            |            |             | 2С12А «Сани» |
| Dual Purpose Mortar               | Азербайджан         | 60-мм миномёт             |            |             | |
| М-71 Ашырым                       | Азербайджан         | 82-мм миномёт             |            |             | Ashyrym |
| SandCat Spear                     | Израиль             | 120-мм самоходный миномёт | 18         |             | Бронеавтомобиль Plasan SandCat 4x4 со 120-мм минометом Spear. |

## Противотанковое вооружение
| Тип                        | Производство               | Назначение                   | Количество                 | Изображение                | Примечания |
| Противотанковое вооружение | Противотанковое вооружение | Противотанковое вооружение   | Противотанковое вооружение | Противотанковое вооружение | Противотанковое вооружение |
| -------------------------- | -------------------------- | ---------------------------- | -------------------------- | -------------------------- | --- |
| Д-44                       | СССР                       | 85-мм пушка                  | 100                        |                            | |
| МТ-12                      | СССР                       | 100-мм противотанковая пушка | 72                         |                            | В 2002 году с Украины постановлено 72 пушки. |
| РПГ-7                      | СССР                       | противотанковый гранатомёт   |                            |                            | |
| РПГ-7В2"Гая"               | Азербайджан                | противотанковый гранатомёт   |                            |                            | |
| B-300                      | Израиль                    | противотанковый гранатомёт   |                            |                            | |
| «Корнет»                   | Россия                     | ПТРК                         | около 100                  |                            | около 100 единиц 9М133 поставлено из России в период с 2009 по 2010 годы                                                                                   |
| «Малютка»                  | СССР                       | ПТРК                         | некоторое количество       |                            | |
| «Фагот»                    | СССР                       | ПТРК                         | некоторое количество       |                            | |
| «Конкурс»                  | СССР                       | ПТРК                         | некоторое количество       |                            | |
| «Метис»                    | СССР                       | ПТРК                         | некоторое количество       |                            | |
| Spike                      | Израиль                    | ПТРК                         | 150                        |                            | |
| «Скиф»                     | Украина Беларусь           | ПТРК                         | 100                        |                            | |
| «Хризантема-С»             | Россия                     | самоходный ПТРК              | 18                         |                            | В 2014 году заказано 10 установок «Хризантема-С», первая партия прибыла в июне 2015 года. В 2017 году доставлено вторая партия 12 установок «Хризантема-С» |
|                            |                            |                              |                            |                            | |

## Средства ПВО
| Тип           | Производство  | Назначение                            | Количество    | Изображение   | Примечания                                     |
| Войсковая ПВО | Войсковая ПВО | Войсковая ПВО                         | Войсковая ПВО | Войсковая ПВО | Войсковая ПВО                                  |
| ------------- | ------------- | ------------------------------------- | ------------- | ------------- | ---------------------------------------------- |
| Шилка (ЗСУ)   | СССР          | Зенитная самоходная установка         | 40            |               |                                                |
| Стрела-10     | СССР          | Зенитный ракетный комплекс            | 54 ПУ         |               |                                                |
| 9А33-1Т «Оса» | СССР Беларусь | Зенитный ракетный комплекс            | 80 ПУ         |               |                                                |
| Стрела-2      | СССР          | Переносной зенитный ракетный комплекс | н/д           |               | боеспособность под вопросом                    |
| Стрела-3      | СССР          | Переносной зенитный ракетный комплекс | 18            |               |                                                |
| Игла-1        | СССР          | Переносной зенитный ракетный комплекс | 300           |               |                                                |
| Игла-С        | СССР          | Переносной зенитный ракетный комплекс | 300           |               |                                                |
| КС-19         | СССР          | 100-мм зенитная пушка                 | н/д           |               | некоторое количество, по состоянию на 2016 год |

## Системы РЭБ
| Тип                              | Производство                     | Назначение                            | Количество                       | Изображение                      | Примечания                       |
| Система радио-электронной борьбы | Система радио-электронной борьбы | Система радио-электронной борьбы      | Система радио-электронной борьбы | Система радио-электронной борьбы | Система радио-электронной борьбы |
| -------------------------------- | -------------------------------- | ------------------------------------- | -------------------------------- | -------------------------------- | -------------------------------- |
| Гроза-С                          | Беларусь                         | самоходная станция РЭБ                | н/д                              |                                  | поставлены в 2018 году           |
| Гроза-6                          | Беларусь                         | станция помех и радиоуправления связи | н/д                              |                                  | поставлены в 2018 году           |

## Автомобили
| Тип                   | Производство          | Назначение            | Количество            | Изображение           | Примечания            |
| Автомобильная техника | Автомобильная техника | Автомобильная техника | Автомобильная техника | Автомобильная техника | Автомобильная техника |
| --------------------- | --------------------- | --------------------- | --------------------- | --------------------- | --------------------- |
| Unimog                | Германия              | Грузовик              |                       |                       |                       |
| Урал-4320             | Россия                | Грузовик              |                       |                       |                       |
| КамАЗ-43114           | Россия                | Грузовик              |                       |                       |                       |
| МАЗ                   | Беларусь              | Грузовик              |                       |                       |                       |
| ГАЗ-3308 «Садко»      | Россия                | Грузовик              |                       |                       |                       |
| УАЗ-469               | Россия                | Вседорожник           |                       |                       |                       |

## Стрелковое и тяжелое ручное вооружение
| Тип                 | Изображение | Назначение                                         | Производство                            | Примечания |
| ------------------- | ----------- | -------------------------------------------------- | --------------------------------------- | --- |
| Zafer P             |             | пистолет                                           | Азербайджан Турция                      | - Совместное производство MODIAR и TİSAŞ по лицензии второго - Стандартный пистолет армейского и спецназовского типа |
| Zafer P             |             | пистолет                                           | Азербайджан Турция                      | - Совместное производство MODIAR и TİSAŞ по лицензии второго - Спецназовское оружие                                  |
| Inam                |             | пистолет                                           | Азербайджан Турция                      | Совместное производство MODIAR и TİSAŞ по лицензии второго                                                           |
| Glock 19            |             | пистолет                                           | Австрия                                 | |
| Heckler & Koch MP5  |             | пистолет-пулемет                                   | Германия                                | - Используется в жандармерии и спецназами                                                                            |
| IMI Uzi             |             | пистолет-пулемет                                   | Израиль                                 | |
| АКС74У              |             | 5,45×39 автомат Калашникова складной укороченный   | СССР                                    | |
| M4 (автомат)        |             | автомат                                            | США                                     | Используется в спецназе и в Службе Национальной Безопасности                                                         |
| Heckler & Koch G36  |             | автоматическая винтовка                            | Германия                                | Используется в Службе Национальной Безопасности                                                                      |
| EM-14               |             | автоматическая винтовка                            | Азербайджан                             | Используется в государственных органах. Выпускается в основном для эксплуатации                                      |
| AK-74M "Хазри"      |             | автомат                                            | Россия Азербайджан                      | Производится в Азербайджане по лицензии                                                                              |
| AK-74               |             | автомат                                            | СССР                                    | |
| AKM                 |             | автомат                                            | СССР                                    | |
| IMI Tavor TAR-21    |             | автомат                                            | Израиль                                 | |
| IWI Negev           |             | ручной пулемёт                                     | Израиль                                 | |
| РПК-74              |             | ручной пулемёт                                     | СССР                                    | |
| ПК                  |             | пулемёт                                            | СССР Азербайджан                        | |
| M2 Browning         |             | крупнокалиберный пулемёт                           | США                                     | |
| ДШК                 |             | станковый крупнокалиберный пулемёт                 | СССР                                    | |
| НСВ "Утёс           |             | крупнокалиберный пулемёт                           | СССР                                    | |
| M9 (штык-нож)       |             | штык                                               | США                                     | |
| 6Х4                 |             | штык                                               | СССР                                    | |
| YIRTIJI-7.62        |             | снайперская винтовка                               | Азербайджан                             | Снайперская винтовка производства азербайджанской оборонной промышленности (MODIAR)                                  |
| Remington Model 700 |             | Снайперская винтовка                               | США                                     | |
| Ялгузаг             |             | снайперская винтовка                               | Азербайджан                             | |
| KNT-308             |             | снайперская винтовка                               | Турция                                  | Производится в Азербайджане по лицензии                                                                              |
| JNG-90              |             | снайперская винтовка                               | Турция                                  | Применяется жандармерией и в погранвойсках                                                                           |
| PSL                 |             | снайперская винтовка                               | Румыния                                 | |
| Sako TRG-22         |             | снайперская винтовка                               | Финляндия                               | |
| Istiglal            |             | крупнокалиберная снайперская винтовка              | Азербайджан                             | |
| Mubariz-12.7        |             | крупнокалиберная снайперская винтовка              | Азербайджан                             | Производится азербайджанской оборонной промышленностью (MODIAR)                                                      |
| ОСВ-96              |             | крупнокалиберная снайперская винтовка              | Россия                                  | |
| Milkor MGL          |             | ручной многозарядный полуавтоматический гранатомет | Южно-Африканская Республика Азербайджан | |
| АГС-17              |             | автоматический станковый гранатомёт                | СССР                                    | |